# Sebastián Pino
Sebastián Andrés Pino Elfeld (Vitacura, Chile, 28 de enero de 2003) es un futbolista profesional chileno - alemán que se desempeña como defensa y su equipo actual es Huachipato de la Primera División de Chile.

## Trayectoria
Producto de las divisiones inferiores de Universidad Católica. En enero de 2023, sin haber debutado por el primer equipo cruzado, es anunciado su traspaso al Deportivo Alavés de España, que se hará efectivo una vez termine la participación de la Sub-20 chilena en el Sudamericano de Colombia 2023.
El 14 de julio es presentado como nuevo jugador de Huachipato de la Primera División.

## Selección nacional

### Selecciones menores
Fue convocado por Patricio Ormazábal para la selección chilena sub-20 en septiembre de 2022, para afrontar la Costa Cálida Supercup ante su similar de Inglaterra, Australia y Marruecos, viendo minutos en todos los partidos.
En enero de 2023, fue convocado para formar parte de la nómina de la sub-20 que afrontará el Sudamericano de la categoría en Colombia.

### Participaciones en Sudamericanos
| Torneo                      | Sede     | Resultado     | Partidos | Goles |
| --------------------------- | -------- | ------------- | -------- | ----- |
| Sudamericano Sub-20 de 2023 | Colombia | En desarrollo | 0        | 0     |

## Clubes
| Club             | País   | Año       |
| ---------------- | ------ | --------- |
| Deportivo Alavés | España | 2023-2024 |
| Huachipato       | Chile  | 2024-Act. |